# 鹿児島興業信用組合
鹿児島興業信用組合（かごしまこうぎょうしんようくみあい）は、鹿児島県鹿児島市に本店を置く信用組合。
ATMでは、しんくみ お得ねっと提携信用組合のカードによる出金は自組合扱いとなる。

## 沿革
- 1953年5月 設立。
- 1991年4月 南薩信用組合と合併する。
- 2008年11月 鹿児島県信用組合と合併。